# Giovanni Artusi

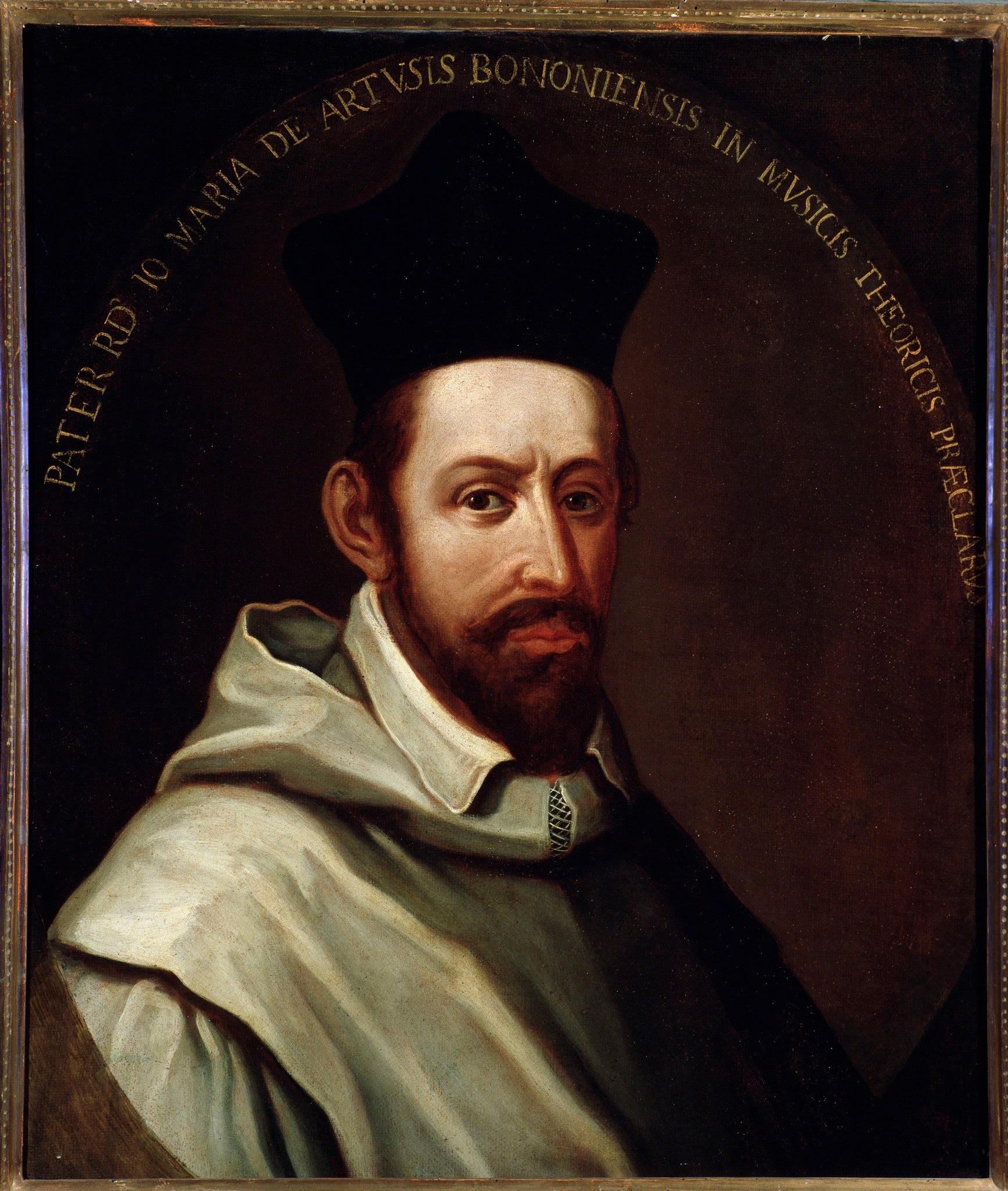
Giovanni Artusi.

Giovanni Maria Artusi, född omkring 1540 i Bologna, död 18 augusti 1613, var en italiensk musikteoretiker och kontrapunktier.
Artusi, som var kanonikus i Bologna, visade sig i sitt berömda verk L'arte del contrappunto (två band, 1586–1589, andra upplagan 1598) som en välskolad kontrapunktist och kännare av Giovanni Pierluigi da Palestrinas stil. I det polemiskt hållna arbetet, L'Artusi, ovvero delle imperfettioni della moderna musica (1600–1603), fördömer han de nya stilriktningarna inom samtidens musik och operakonst, till exempel Claudio Monteverdi, Carlo Gesualdo och Cipriano de Rore. 